# Osman Nuri Pascha
Osman Nuri Pascha, född 1832, död 5 april 1900, var en turkisk militär.
Osman Nuri Pascha blev officer vid kavalleriet, överste 1871, brigadgeneral 1874, divisionsgeneral 1876 och fältmarskalk samma år. Han deltog i Krimkriget 1854-1856, bekämpande upproret på Kreta 1867 och deltog i fälttåget i Serbien 1876-1877 som befälhavare för Viddinkåren. Vid rysk-turkiska krigets utbrott 1877 framryckte Osman Nuri Pascha med sin kår mot ryssarnas högra flank och tvingade deras offensiv att stanna upp. På grund av sitt energiska försvar av Plevna från 20 juli till 10 december samma år erhöll Osman Nuri Pascha, trots att staden hade tvingats kapitulera, titeln ghazi. Efter Plevnas fall förblev han rysk krigsfånge till fredsslutet. 1878-1885 var han krigsminister och därefter chef för det kejserliga gardet och palatsmarskalk. Under kriget mot Grekland 1897 var Osman Nuri Pascha under en kort tid överbefälhavare.